# Saint-Maixent
Saint-Maixent – miejscowość i gmina we Francji, w regionie Kraj Loary, w departamencie Sarthe. Nazwa miejscowości pochodzi od imienia św. Maksencjusza.
Według danych na rok 1990 gminę zamieszkiwały 614 osoby, a gęstość zaludnienia wynosiła 27 osób/km² (wśród 1504 gmin Kraju Loary Saint-Maixent plasuje się na 779. miejscu pod względem liczby ludności, natomiast pod względem powierzchni na miejscu 460.).